# Martin Parr
Martin Parr (1952 Epsom, Surrey, Reino Unido) es un fotógrafo británico miembro de la Agencia Magnum desde 1994. Reconocido internacionalmente por su particular acercamiento a la fotografía de documentación social. Su obra se caracteriza por el sentido del humor y la ironía de su mirada sobre el estilo de vida de la gente corriente en Gran Bretaña.

## Biografía
Su interés por la fotografía fue alentado desde niño por su abuelo, George Parr, un fotógrafo aficionado, pero aun así apuntaba maneras, con una sensibilidad por los encuadres y la iluminación.
Parr estudió fotografía en la Escuela Politécnica de Mánchester de 1970 a 1973. 
A principios de los ochenta, su trabajo reflejaba el estilo de vida de la gente corriente en Gran Bretaña, reflejando el deterioro social y los problemas de la clase trabajadora durante el gobierno de Margaret Thatcher.
Es miembro de la Agencia Magnum desde 1994.
En 2004 fue nombrado profesor de fotografía en la Universidad de Gales y director artístico invitado de los Rencontres D'Arles.
En 2006 recibe el premio Erich Salomon.
En 2008 recibe el premio PHotoEspaña Baume et Mercier.
En 2023 recibe el premio Internacional de Fotografía de Alcobendas, Madrid (España).
Martin Parr es representado por la galería kamel mennour en París, Francia.

## Su obra
El sentido del humor es muy importante en la obra de Martin Parr. Para él, es el modo de salvarse del ridículo y la decadencia en nuestra vida diaria. La banalidad, el aburrimiento y la falta de sentido de la vida moderna es plasmada en trabajos como "Parejas aburridas" y "Sentido Común".
Ha expuesto entre otros en los siguientes:
- 2002-2004  Photographic Works 1971-2000 – Barbican Art Gallery, London, UK; Museo Nacional Centro de Arte Reina Sofia, Madrid, Spain; Maison Européenne de la Photographie, París, France; Kunsthal, Rotterdam, Netherlands; National Museum of Photography, Copenhague, Denmark; National Museum of Photography, Film and Television, Bradford, UK; Deichtorhallen, Hamburg, Germany
- 1995-2004  Small World – Explorafoto, Salamanca, Spain; Photographic Festival, Skopelos, Greece; Chapelle de l’Ancien Carmel de Tarbes, France; Maison de la Culture d’Amiens, France; The Photographers' Gallery, London, UK
- 2000 Autoportrait & Flowers – Galerie du Jour, París, France
- 2000 Think of England – Rocket Gallery, London, UK
- 1999 Food, Design for Living – Kevin Hall Gallery, Glasgow, UK
- 1999 Common Sense – Amsterdam Centrum voor Photography, Amsterdam, Netherlands; Australian Center for Photography, Paddington, Australia; Rocket gallery, London, UK; Glasgow Film and Video Workshop, Glasgow, UK; The Photography Gallery, Dublin, Ireland; Schaden.com, Köln, Germany; Galerie du Jour, París, France; Tetra Gallery House of Photography, Poprad, Slovakia
- 1998 Japanese Computers – Galerie du Jour, París, France
- 1995 Small World/From A to B – Centre National de la Photographie, París, France
- 1994 From A to B - 27 Welcome Break Service Stations, UK
- 1993 A Year in the Life of Chew Stoke - Village Hall, Bristol, UK
- 1993 Bored Couples - Galerie du Jour, París; subsequent tour
- 1993 Home and Abroad - Watershed Gallery, Bristol , UK
- 1992 Signs of the Times - Janet Borden, New York, USA
- 1989 The Cost of Living - Royal Photographic Society, Bath, UK
- 1987 Spending Time - Centre National de la Photographie, París, France
- 1986 The Point of Sale - Salford City Art Gallery, Mánchester, UK
- 1986 The Last Resort - Serpentine Gallery, London, UK
- 1984 A Fair Day - Orchard Gallery, Derry, Northern Ireland
- 1982 Bad Weather – The Photographers' Gallery, London, UK
- 1981 The Non-Conformist - Camerawork, London, UK
- 1976 Beauty Spots - Impressions Gallery, York, UK
- 1974 Home Sweet Home - Impressions Gallery, York, UK
- 1972 Butlins By the Sea - Impressions Gallery, York, UK

## Colecciones
Su obra se encuentra en las siguientes colecciones:
- Alemania: Museo Folkwang, Essen -- Sprengel Museum, Hanover
- Australia: Australian National Gallery, Canberra
- Dinamarca: Museum for Fotokunst, Odense
- Estados Unidos: Getty Museum, Malibu, CA -- Seagram’s Collection, New York -- San Francisco Museum of Modern Art, San Francisco -- George Eastman House, Rochester, NY -- Museum of Modern Art, New York, New York -- Philadelphia Museum of Art, Filadelfia
- España: Centro de Arte 2 de Mayo, Madrid
- Finlandia: Museum of Modern Art, Tempere -- Union Bank of Finland, Helsinki
- Francia: Kodak - Paris Audiovisual, París -- Bibliothèque Nationale, París
- Irlanda: Irish Arts Council, Dublín
- Japón: Yokohama Museum of Art -- Tokyo Metropolitan Museum of Photography -- Museum of Modern Art, Tokio
- Países Bajos: Museo Stedelijk, Ámsterdam
- Reino Unido: Walker Art Gallery, Liverpool -- British Council, Londres -- Tate Modern, London -- Arts Council of Great Britain -- Victoria and Albert Museum, London -- Calderdale Council, Halifa